# Акар, Фуркан
Фуркан Акар (тур. Furkan Akar; род. 6 марта 2002 или 3 июня 2002, Эрзурум) — турецкий шорт-трекист. Участник зимних Олимпийских игр 2022 года. Первый представитель своей страны в данном виде спорта. Первый и единственный спортсмен из Турции вошедший в топ 10 лучших спортсменов на Зимних Олимпийских играх 2022.

## Спортивная карьера
Фуркан Акар родился 6 марта 2002 года в Эрзуруме, Турция. Спортом начал заниматься после наблюдением тренировок брата. Кататься на лыжах научился в 9 лет.
Обучался в университете Акатюрка на специальности спортивный тренер.
Участвует на профессиональных соревнованиях с 2015 года.
Первым международным успехом является бронзовая медаль в беге на 500 м среди мальчиков и серебряная медаль в беге на 1500 м на Европейском юношеском олимпийском зимнем фестивале 2019 года, который проходил в столице Боснии и Герцеговины, Сараево.
Приниял участие в беге на 1000 м среди мужчин на чемпионате мира по конькобежному спорту 2021–22, где занял 17-е место. Прошёл квалификацию на зимних Олимпийских играх 2022 года в Пекине, Китай. Был одним из знаменаносцев Турции совместно с Айшенур Думан на церемонии открытия Зимних Олимпийских игр 2022 года.
Принял участие в соревнованиях по шорт-треку на дистанции 1000 м и занял второе место в финале Б с результатом 1:36,052. В итоге Акар занял 6-е место.

## Таблица результатов

### Олимпийские игры
| Игры       | Соревнование | Квалификация | Квалификация | Четвертьфинал | Четвертьфинал | Полуфинал | Полуфинал | Финал Б  | Финал Б | Место |
| Игры       | Соревнование | Время        | Место        | Время         | Место         | Время     | Место     | Время    | Место   | Место |
| ---------- | ------------ | ------------ | ------------ | ------------- | ------------- | --------- | --------- | -------- | ------- | ----- |
| Пекин 2022 | 1000 метров  | 1:25.462     | 2. Q         | 1:25.490      | 1. Q          | 1:27.102  | 3. QB     | 1:36.052 | 2.      | 6.    |